# Guntín
Guntín ist eine spanische Gemeinde (Concello) mit 2.529 Einwohnern (Stand: 2024) in der Provinz Lugo der Autonomen Gemeinschaft Galicien.

## Geografie
Guntín liegt im westlichen Teil der Provinz Lugo ca. 15 Kilometer südwestlich der Provinzhauptstadt Lugo.
Umgeben wird Guntín von den sieben Nachbargemeinden:
| Friol        |                                             | Lugo     |
| Palas de Rei | Kompassrose, die auf Nachbargemeinden zeigt | O Corgo  |
| Monterroso   | Portomarín                                  | O Páramo |

Guntín befindet sich im sogenannten Plateau von Lugo, das einen guten Teil der Oberfläche der Provinz einnimmt, sich allmählich von Nord nach Süden erhebt und dessen Höhe ungefähr zwischen 540 und 580 Metern schwankt. Zu den wichtigsten Bergerhebungen gehören der Pena de Fornos (758 m) und O Picato (783 m) im Norden der Gemeinde und Monte de Cotoroxo (679 m) und Monte Ladairo (545 m) im Süden. Sein Boden verfügt über ein geologisches Substrat, das aus polymorphen präkambrischen Gesteinen, Schiefern und Glimmerschiefern besteht. Im Westen befindet sich ein Verbund von Materialien mit größerer Härte und späterem Alter (Kambrium und Silur).
Der Río Miño bildet die östliche Grenze der Gemeinde. Viele Bäche, rechte Nebenflüsse des Miño, bewässern außerdem das Gemeindegebiet. Erwähnenswert ist hier der Fluss Ferreira, der als Gemeindegrenze zu Palas de Rei und Portomarín fungiert und wiederum Wasser aus anderen Bächen aufnimmt. Weitere größere Fließgewässer sind der Rio Levadoiro und der Rio Colmeiro.

## Klima
|                        | Jan | Feb | Mär  | Apr  | Mai  | Jun  | Jul  | Aug  | Sep  | Okt  | Nov  | Dez |   |      |
| Mittl. Temperatur (°C) | 5,6 | 5,7 | 7,8  | 9,4  | 12,2 | 15,7 | 17,5 | 17,9 | 16,1 | 12,8 | 8,2  | 6,2 | ⌀ | 11,3 |
| Mittl. Tagesmax. (°C)  | 9,1 | 9,9 | 12,4 | 14,1 | 17   | 20,8 | 22,9 | 23,4 | 21,6 | 17,2 | 11,7 | 9,8 | ⌀ | 15,9 |
| Mittl. Tagesmin. (°C)  | 2,5 | 1,9 | 3,6  | 5    | 7,7  | 11   | 12,8 | 13,1 | 11,5 | 8,9  | 5,1  | 3   | ⌀ | 7,2  |
|                        |     |     |      |      |      |      |      |      |      |      |      |     |   |      |
| Niederschlag (mm)      | 135 | 103 | 104  | 115  | 95   | 64   | 37   | 45   | 75   | 141  | 150  | 140 | Σ | 1204 |
|                        |     |     |      |      |      |      |      |      |      |      |      |     |   |      |
| Sonnenstunden (h/d)    | 3,6 | 4,6 | 5,8  | 6,5  | 7,3  | 8,0  | 7,9  | 7,8  | 7,4  | 5,9  | 4,1  | 3,9 | ⌀ | 6,1  |
|                        |     |     |      |      |      |      |      |      |      |      |      |     |   |      |
| Regentage (d)          | 10  | 9   | 9    | 11   | 11   | 7    | 5    | 5    | 7    | 10   | 11   | 11  | Σ | 106  |
|                        |     |     |      |      |      |      |      |      |      |      |      |     |   |      |
| Luftfeuchtigkeit (%)   | 87  | 84  | 80   | 80   | 79   | 77   | 74   | 73   | 75   | 81   | 86   | 85  | ⌀ | 80,1 |

| 2,5 |

| 1,9 |

| 3,6 |

| 5 |

| 7,7 |

| 11 |

| 12,8 |

| 13,1 |

| 11,5 |

| 8,9 |

| 5,1 |

| 3 |

| 2,5 |

| 1,9 |

| 3,6 |

| 5 |

| 7,7 |

| 11 |

| 12,8 |

| 13,1 |

| 11,5 |

| 8,9 |

| 5,1 |

| 3 |

Das Klima zeichnet sich durch mäßig warme Sommer und relativ milde Winter aus. Die Luftfeuchtigkeit, Niederschlagsmengen und Anzahl der Regentage pro Monat nehmen in den Sommermonaten Juni bis September deutlich ab.
Die Niederschläge sind typisch für ein ozeanisches Klima mit relativ viel Regen, der um mehr als zwei Drittel seiner Jahresmenge in den Monaten Oktober bis April fällt.

## Bevölkerungsentwicklung der Gemeinde
Legende: Guntín de Pallares___Guntín

Quelle: INE-Archiv – grafische Aufarbeitung für Wikipedia
Nach einem Anwachsen der Gemeindegröße mit einem Höhepunkt im Betrachtungszeitraum um 1930 mit über 7500 Einwohnern sank die Zahl der Bevölkerung stetig bis unter 3000. Zwischen 1960 und 1970 schrumpfte die Gemeindegröße allein um ca. 21 %.
| Männer | Alterstufe | Frauen |
| ------ | ---------- | ------ |
| 0      | 100+       | 4      |
| 5      | 95–99      | 12     |
| 28     | 90–94      | 53     |
| 62     | 85–89      | 83     |
| 63     | 80–84      | 85     |
| 103    | 75–79      | 109    |
| 108    | 70–74      | 103    |
| 120    | 65–69      | 102    |
| 119    | 60–64      | 116    |
| 97     | 55–59      | 97     |
| 120    | 50–54      | 81     |
| 88     | 45–49      | 62     |
| 105    | 40–44      | 83     |
| 73     | 35–39      | 64     |
| 61     | 30–34      | 53     |
| 56     | 25–29      | 47     |
| 33     | 20–24      | 33     |
| 38     | 15–19      | 27     |
| 30     | 10–14      | 24     |
| 24     | 5–9        | 26     |
| 21     | 0–4        | 20     |

Am 1. Januar 2021 waren ca. 53 % der Bevölkerung (54 % der Männer, 50 % der Frauen) im erwerbsfähigen Alter (20–64), während dieser Wert für ganz Spanien ca. 61 % betrug.
Die erhebliche Überalterung der Bevölkerung der Gemeinde zeigt folgende Tabelle, bei der das Verhältnis von Gruppen von älteren Personen mit Gruppen von Personen der jüngeren Generation verglichen wird:
| Alter | Anzahl Personen | Alter | Anzahl Personen | Provinz | Galicien | Spanien |
| ----- | --------------- | ----- | --------------- | ------- | -------- | ------- |
| 60–64 | 100             | 20–24 | 28              | 49      | 58       | 79      |
| 55–59 | 100             | 15–19 | 34              | 45      | 57       | 71      |
| 50–54 | 100             | 10–14 | 27              | 47      | 56       | 68      |

## Gemeindegliederung
Die Gemeinde Guitiriz ist in 31 Parroquias gegliedert:
| Parroquias                  | Patrozinium          | Einwohner 2024 | Fläche km² | Dichte Einw./km² | Höhe msnm | Ortskennzahl |
| --------------------------- | -------------------- | -------------- | ---------- | ---------------- | --------- | ------------ |
| Castelo de Pallares         | San Salvador         | 112            | 6,73       | 17               | 491       | 27023010000  |
| Costante                    | San Miguel           | 69             | 5,07       | 14               | 599       | 27023020000  |
| Entrambasaugas              | Santiago             | 141            | 14,14      | 10               | 485       | 27023030000  |
| Ferreira de Pallares        | Santa María          | 78             | 11,15      | 7                | 457       | 27023040000  |
| Ferroi                      | Santiago             | 150            | 5,91       | 25               | 454       | 27023060000  |
| Francos                     | San Salvador         | 82             | 5,89       | 14               | 383       | 27023070000  |
| Gomelle                     | Santiago             | 51             | 4,76       | 11               | 603       | 27023080000  |
| Grolos                      | Santa Cruz           | 81             | 3,88       | 21               | 510       | 27023090000  |
| Guntín de Pallares          | San Salvador         | 287            | 3,19       | 90               | 459       | 27023100000  |
| Lamela                      | Santa Mariña         | 69             | 6,54       | 11               | 571       | 27023110000  |
| Lousada                     | Santa Eulalia        | 60             | 1,72       | 35               | 538       | 27023130000  |
| Monte de Meda               | San Martiño          | 87             | 4,14       | 21               | 601       | 27023150000  |
| Mosteiro                    | Santa María          | 100            | 6,98       | 14               | 476       | 27023160000  |
| A Mota                      | Santo Estevo         | 71             | 4,15       | 17               | 403       | 27023170000  |
| Mougán                      | Santa María Madanela | 94             | 5,63       | 17               | 486       | 27023180000  |
| Navallos                    | San Pedro            | 22             | 2,76       | 8                | 419       | 27023190000  |
| Ourol                       | San Xulián           | 53             | 3,53       | 15               | 477       | 27023200000  |
| Piñeiras                    | San Mamede           | 51             | 1,72       | 30               | 483       | 27023210000  |
| Pradeda                     | Santa Eulalia        | 219            | 7,57       | 29               | 524       | 27023220000  |
| San Cibrao de Monte de Meda | San Cibrao           | 41             | 2,89       | 14               | 631       | 27023140000  |
| San Mamede de Lousada       | San Mamede           | 85             | 2,93       | 29               | 603       | 27023120000  |
| San Romao da Retorta        | San Romao            | 76             | 5,22       | 15               | 573       | 27023230000  |
| Santa Cruz da Retorta       | Santa Cruz           | 45             | 5,25       | 9                | 561       | 27023240000  |
| Santa Euxea                 | San Xoán             | 30             | 2,18       | 14               | 388       | 27023250000  |
| Santa María de Ferroi       | Santa María          | 62             | 2,07       | 30               | 474       | 27023050000  |
| Sirvián                     | Santa María          | 47             | 5,63       | 8                | 575       | 27023260000  |
| Vilamaior de Negral         | San Lourenzo         | 77             | 9,02       | 9                | 0         | 27023270000  |
| Vilameá                     | San Martiño          | 71             | 5,49       | 13               | 549       | 27023280000  |
| Vilamerelle                 | San Vicente          | 25             | 1,18       | 21               | 506       | 27023290000  |
| Vilarmao                    | San Miguel           | 39             | 2,03       | 19               | 456       | 27023300000  |
| Zolle                       | Santa María          | 76             | 5,48       | 14               | 446       | 27023310000  |

Der Sitz der Gemeinde befindet sich in der Parroquia Guntín de Pallares.

## Sehenswürdigkeiten

### Festung von A Mota
Die Festung von A Mota wurde im neunten Jahrhundert vom Grafen von Lugo Don Ero Ordóñez, Nachkomme der alten Linie des Cambero der Burg von Castro Candad und Graf Don Mendo de Gaurona, Neffe von Desiderius, dem letzten König der Langobarden von Italien, errichtet.
Don Ero war einer der mächtigsten Magnaten seiner Zeit, mit vielen Herrschaften und Vasallen in Galicien und Asturien, von wo er entstammte. Er nahm an der Weihe der präromanischen Kirche von Santiago de Compostela im Jahr 899 teil, deren Feierlichkeit von König Alfons III. el Magno, geleitet wurde, der ihn zu seinem Generaloberst ernannte, weil er ein kühner Krieger war, wie er bei der Eroberung der Stadt Coimbra und in anderen Schlachten demonstrierte, in denen er das Glück hatte, siegreich zu sein.
Die Festung gehörte 1612 zur Herrschaft der Bischöfe von Lugo. Dies ist das Ergebnis der Forumsurkunde, die in diesem Jahr von den Bischofspalästen vom 13. August erteilt wurde.
Die Gemeinde San Esteban de La Mota liegt am rechten Ufer des Flusses Miño, die Festung auf einer Anhöhe. Ein guter Teil der ummauerten Einfriedung konnte bewahrt werden, die den Turm und die  Ost- und Südseiten der Säle umgibt. Am nordöstlichen Ende befindet sich ein Turm, der mit dem Gebäude verbunden ist und einen rechten Winkel bildet. Er besitzt vier Schießscharten, eine im Norden, eine im Süden und zwei weitere im geraden Abschnitt, die zweifellos angeordnet sind, um den am besten zugänglichen Zugangspunkt zur Festung zu schützen. Die ziemlich dicke Mauer hat eine einzige Brüstung. Zwischen der Mauer und den Nebengebäuden der Festung öffnet sich ein Zwischenraum, der als Graben dient. Der Bergfried ist in seinem oberen Teil ohne Zinnen und ist heute mit einem Walmdach aus Schiefer gedeckt. Es besitzt einen quadratischen Grundriss mit einer etwa neun Meter langen Seitenlänge.
Laut Bona gehört diese Festung zu denen, die durch die Irmandinische Revolte im fünfzehnten Jahrhundert zerstört wurde. Allerdings wird  nichts davon in der Gerichtsurkunde erwähnt, die 1612 von Bischof García de Valdemoro erstellt wurde. Es wurde lediglich angemerkt, dass die Burg in einem schlechten Zustand gewesen sei.
Die Festung ist seit 197994 als Bien de Interés Cultural eingetragen.

### Kloster Santa María de Ferreira de Pallares
Das Gründungsdatum wird von den Grafen Don Ero und Doña Elvira auf das Jahr 909 festgelegt. Von diesem Jahr an erscheinen nicht nur schriftliche, sondern auch ikonographische Dokumente, die auf Stein geschrieben sind. Aus diesen Dokumenten können wir ableiten, dass Graf Don Ero in den letzten Jahren seines Lebens in den Ruhestand ging, dass er dort starb und begraben wurde. Als er starb, trat Doña Elvira an seiner Stelle ein, wie aus der Schenkung im Jahr 917 hervorgeht.
Mit Hilfe der Steine lässt sich ein wenig mehr über die Geschichte des Klosters erfahren. So befindet sich in einer der Wände des Priorats-Pfarrhauses ein Stein mit eindeutig militärischen Motiven, der als zur vorherigen westgotischen Vorgängerkirche gehörend identifiziert werden kann. Aus dem Hochmittelalter stammt ein Grabstein, der einen Pylon in einem Brunnen in der Nähe des Klosterkomplexes bildet.
Das heutige Gebäude ist mit Ausnahme des Pfarrhauses des Priorats das Werk von vier grundlegenden Baustufen. Die erste gehört zum Bau der gesamten romanischen Struktur der Kirche. In einer zweiten Phase wurde die Grabkapelle gebaut. Später wurden der Kreuzgang und schließlich der Turm gebaut.
Es wurde ein Kloster mit besonderem Patronat der Grafen, die um 1100 das Kloster dazu brachten, die Regel des heiligen Benedikt anzunehmen. Während des 13. und 14. Jahrhunderts entwickelte sich das Kloster mit einer gewissen Normalität zu einem Haus von regelmäßigen Dimensionen, bis es im 15. Jahrhundert einen Niedergang erfuhr, als es am Ende dieses Jahrhunderts reformiert wurde. Im Jahre 1517 ordnete eine Bulle von Papst Leo X. die Verlegung in das Kloster von Samos an.
Die Klosterkirche ist seit 1979 als Bien de Interés Cultural eingetragen.

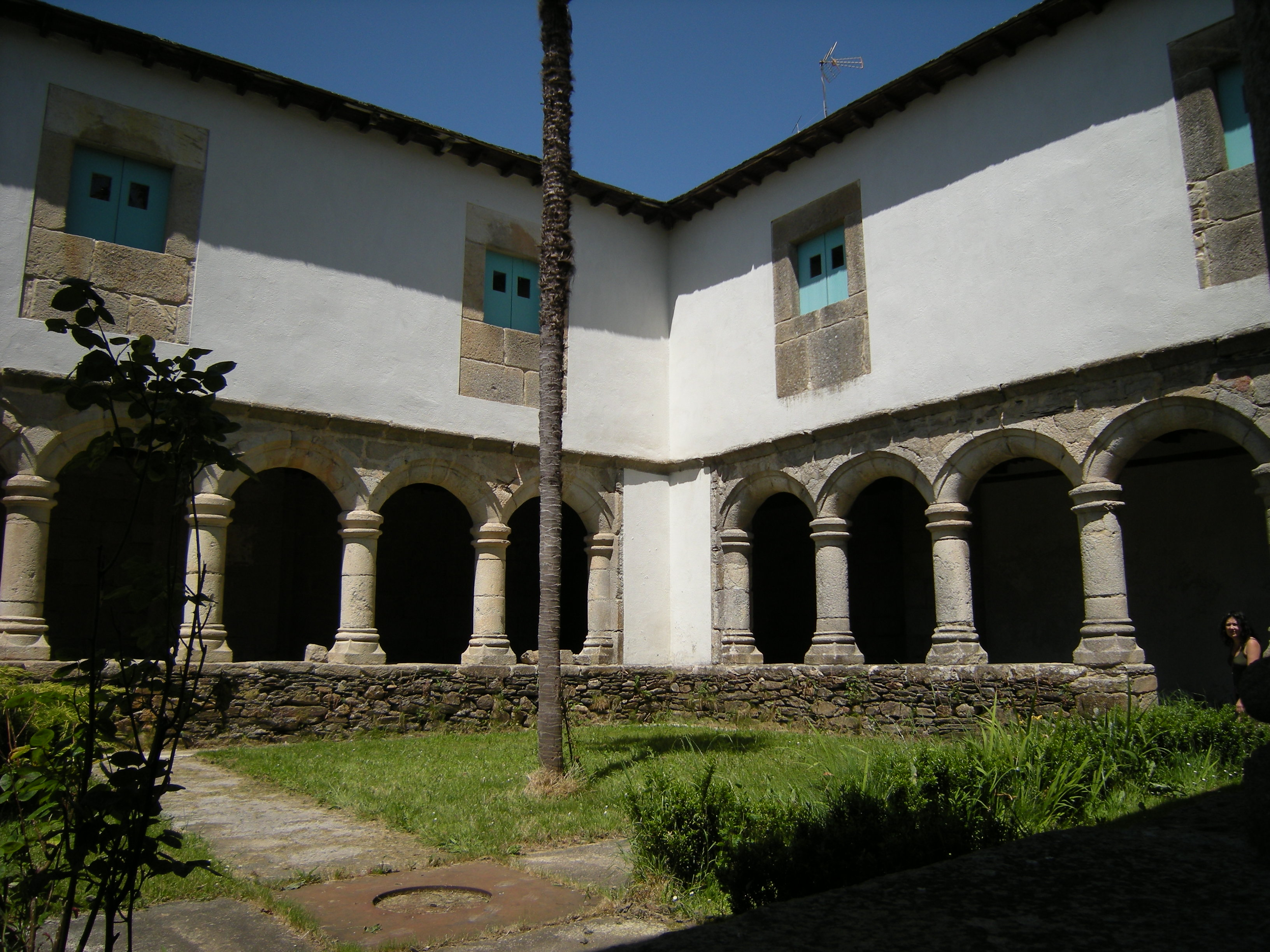
Kreuzgang
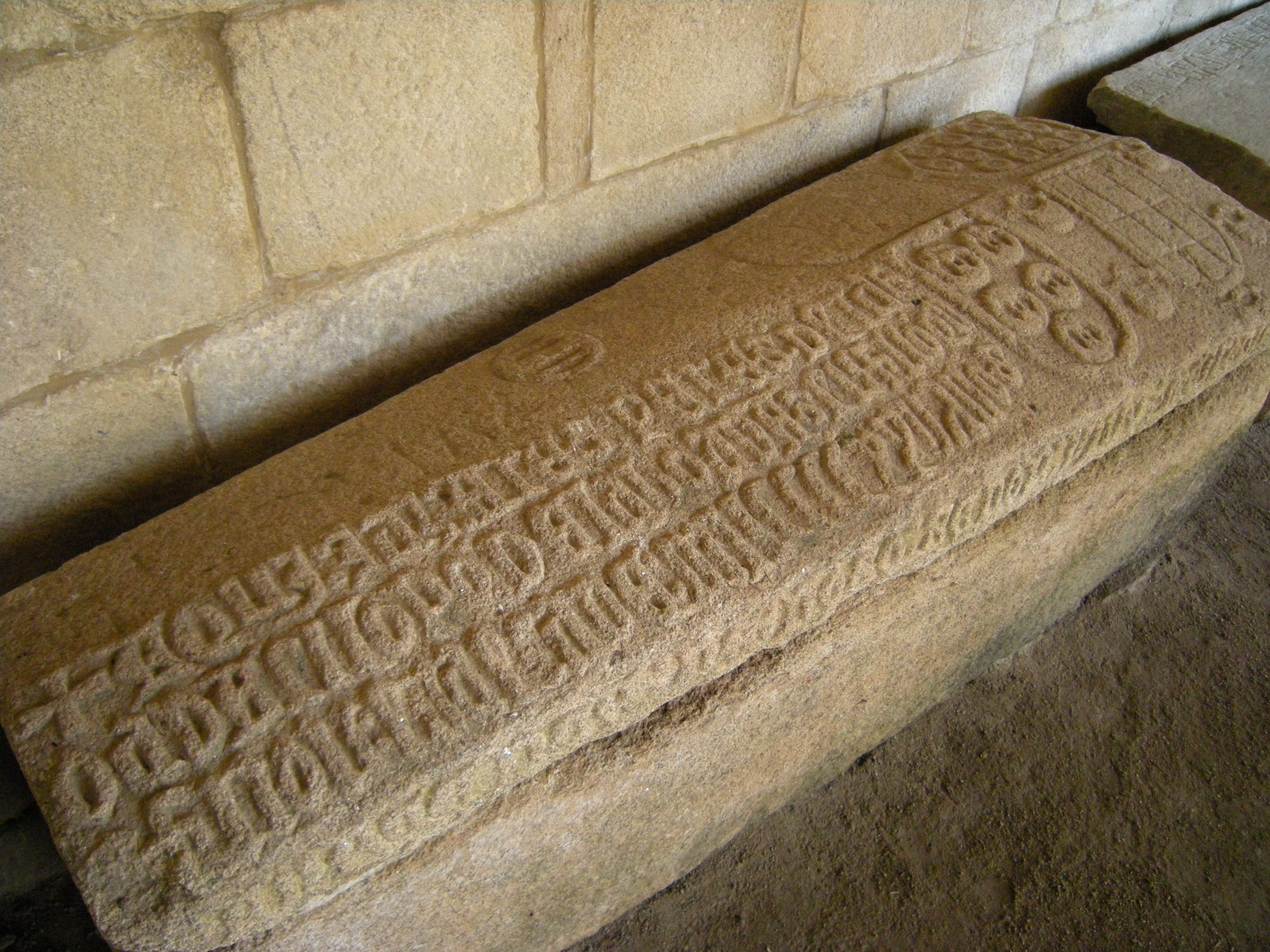
Sarkophag
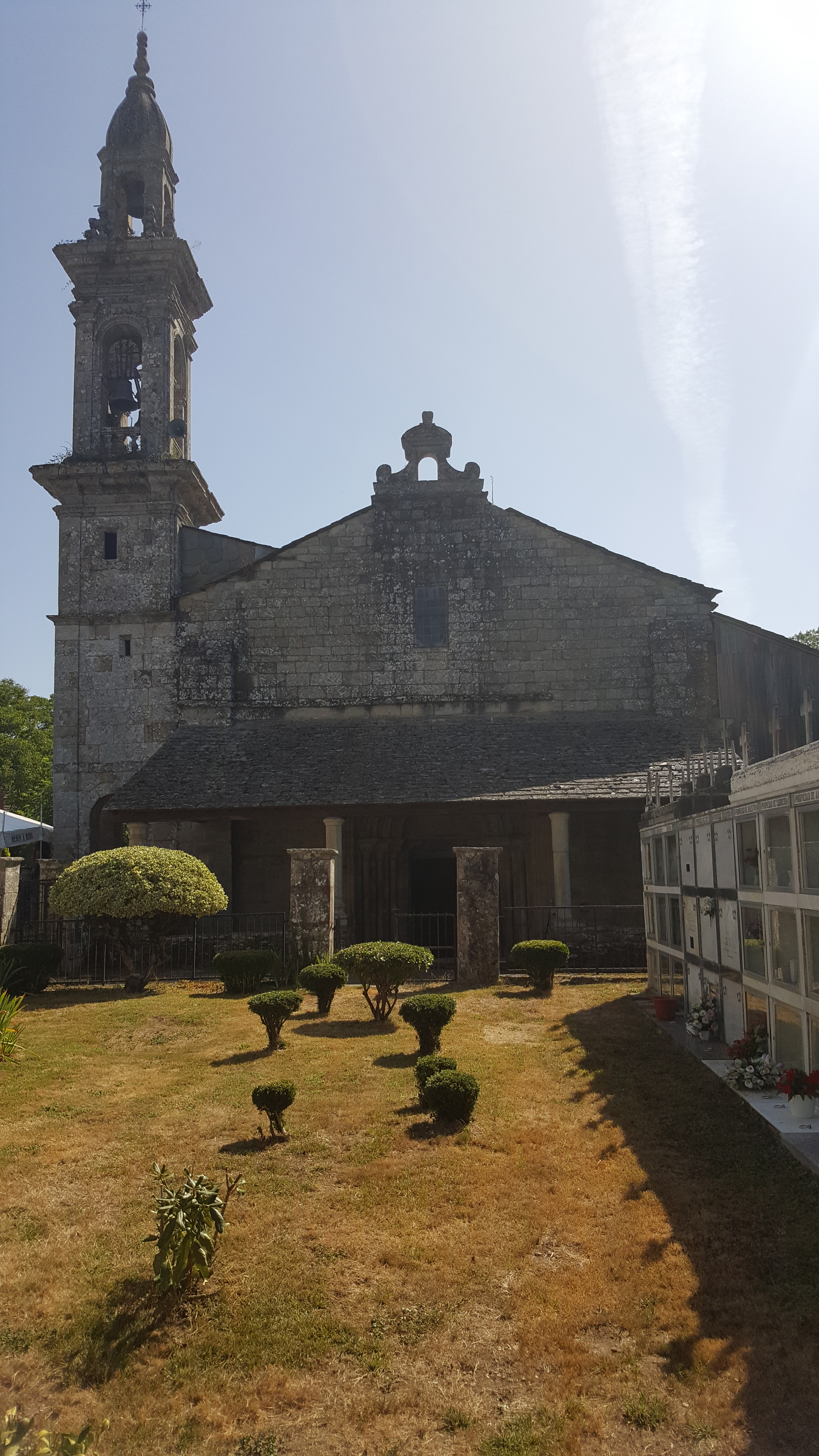
Klosterkirche
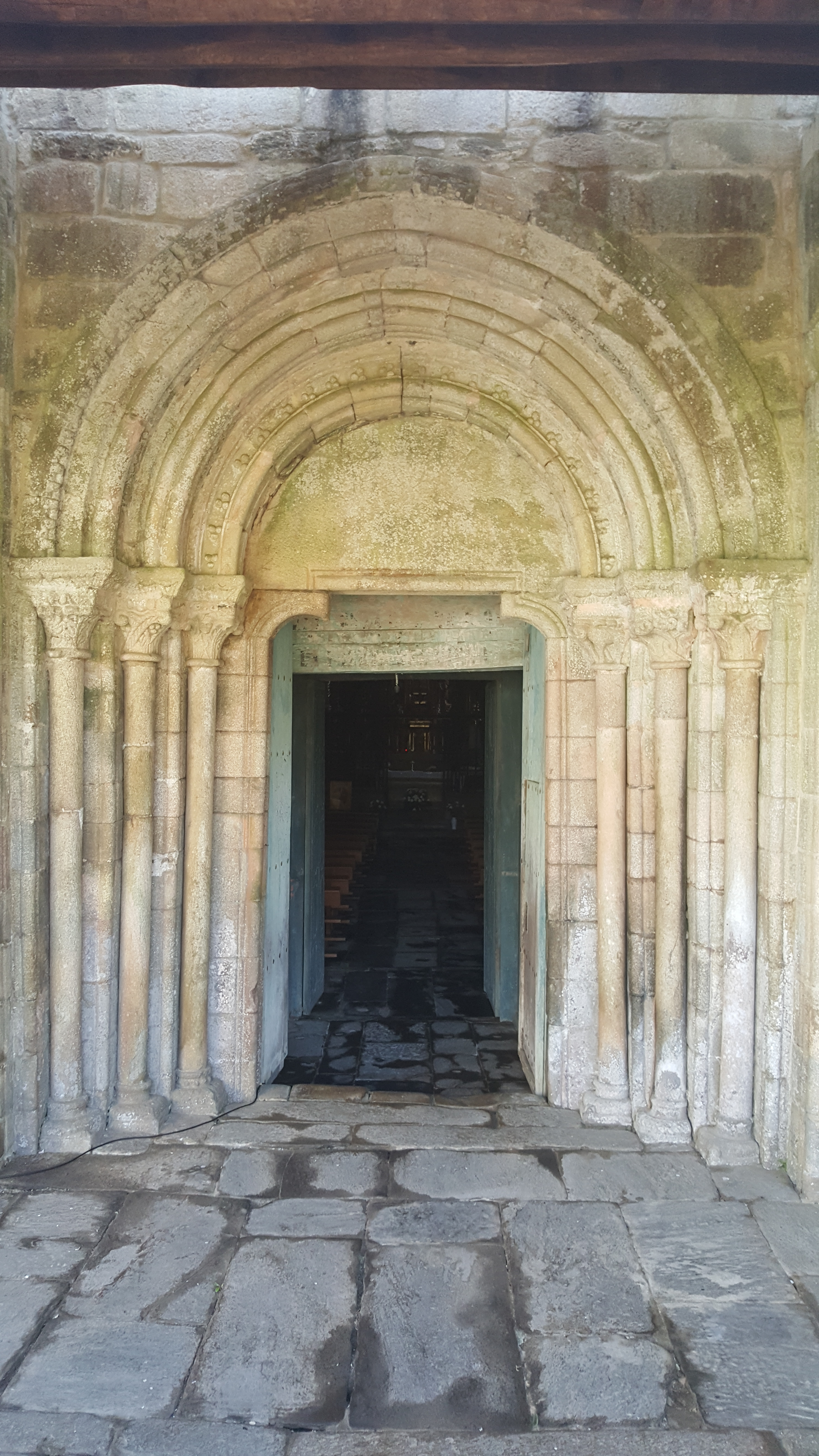
Eingangsportal
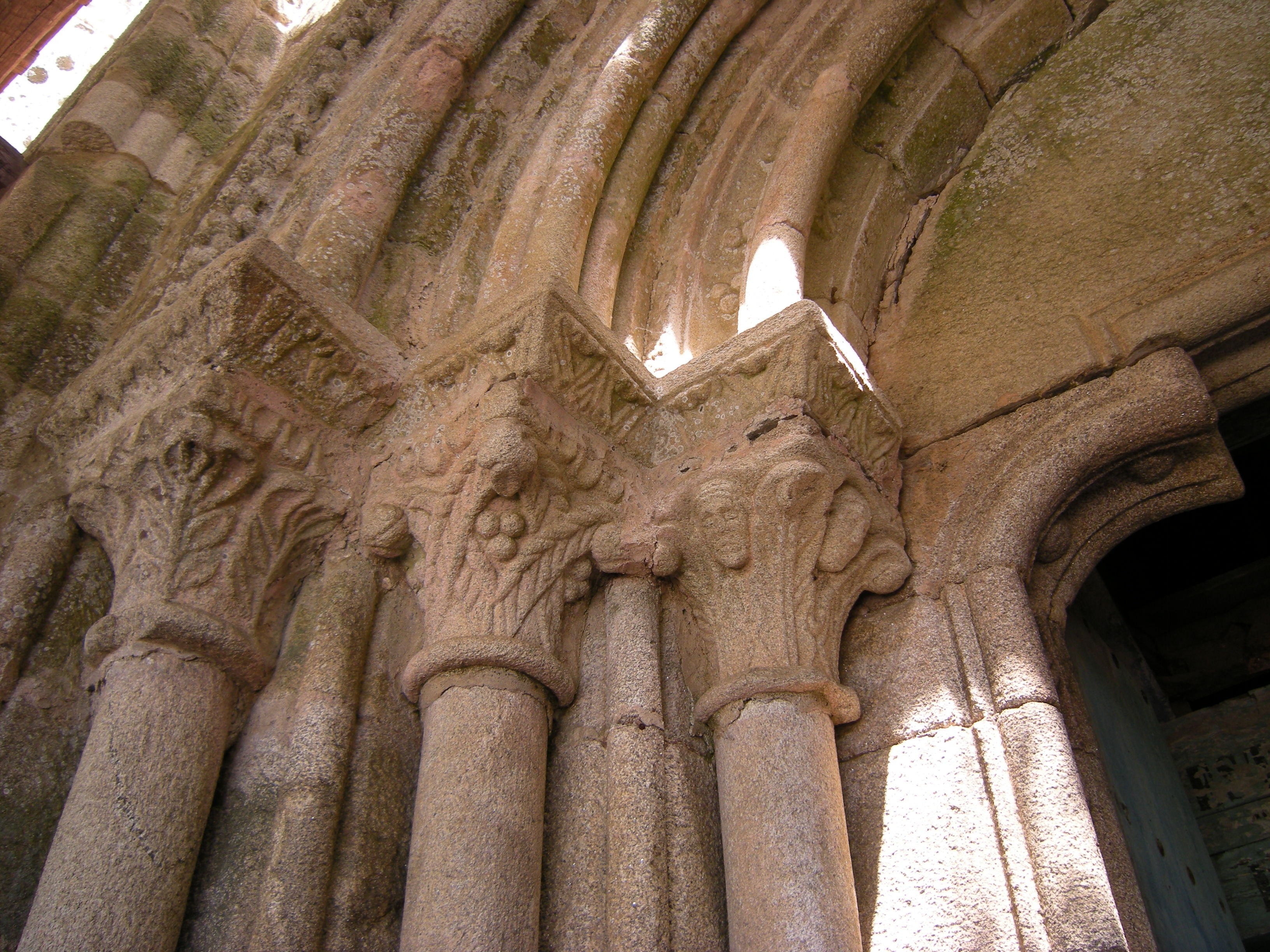
Säulenkapitelle
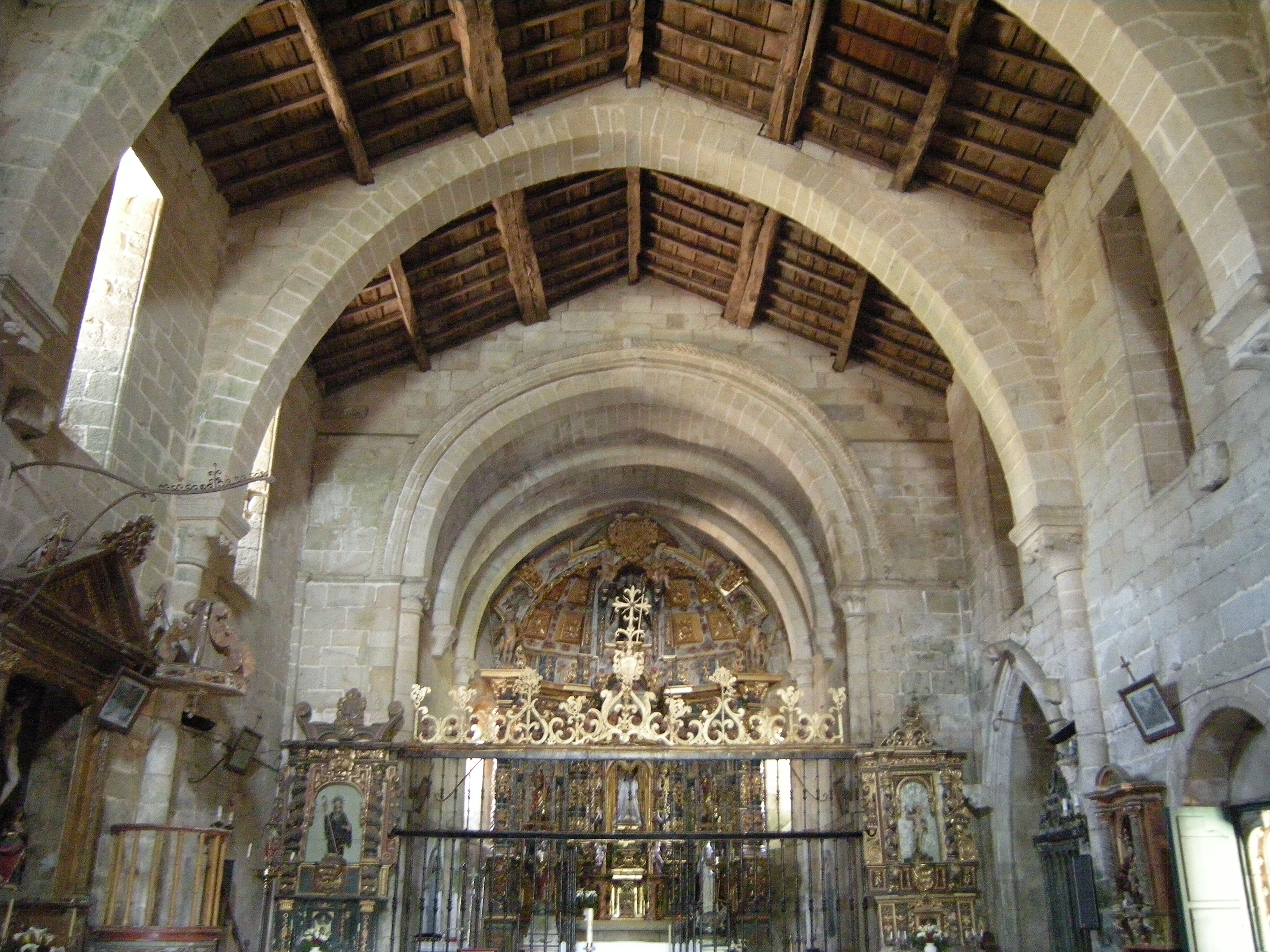
Altarraum
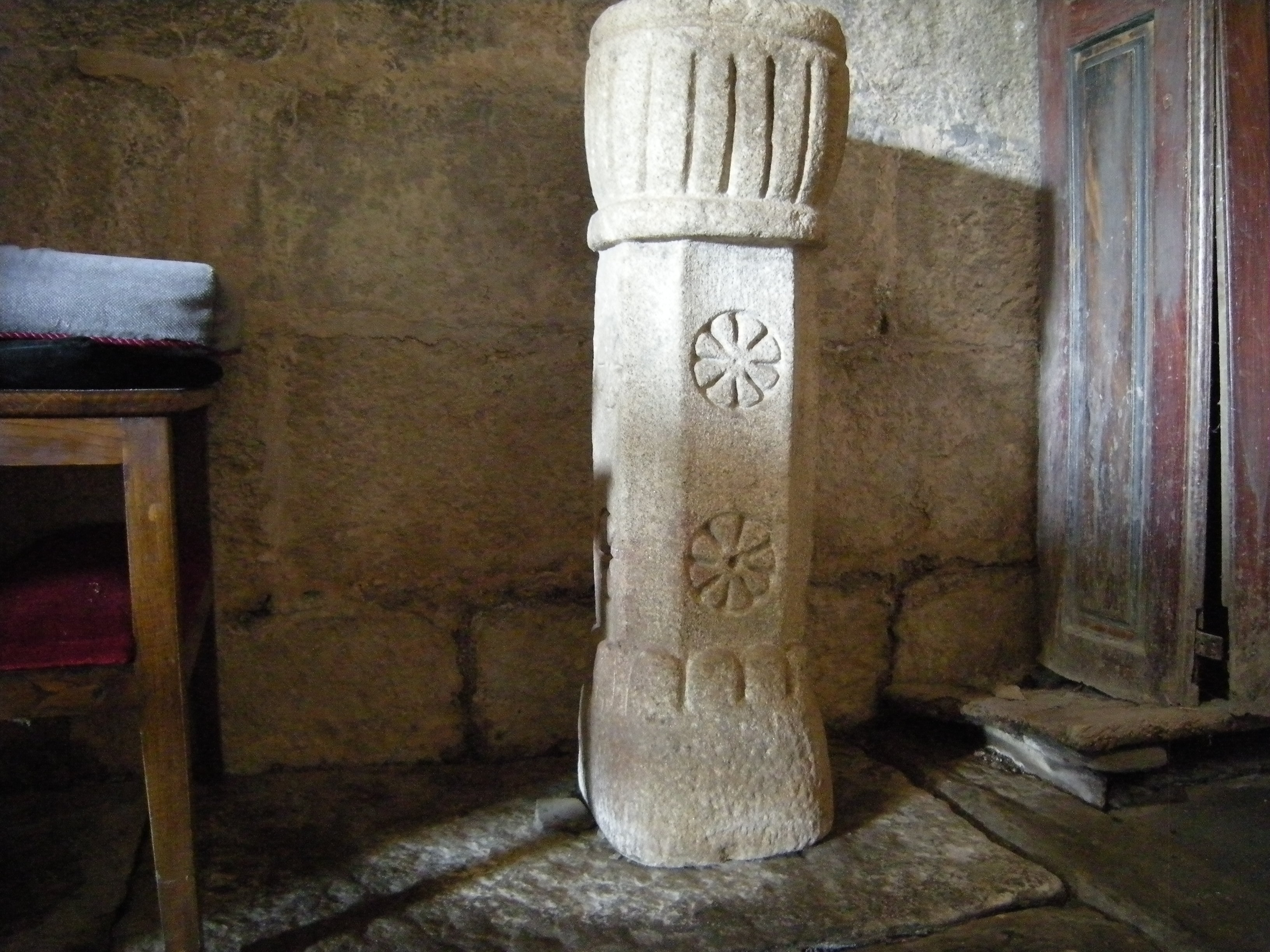
Weihwasserbecken
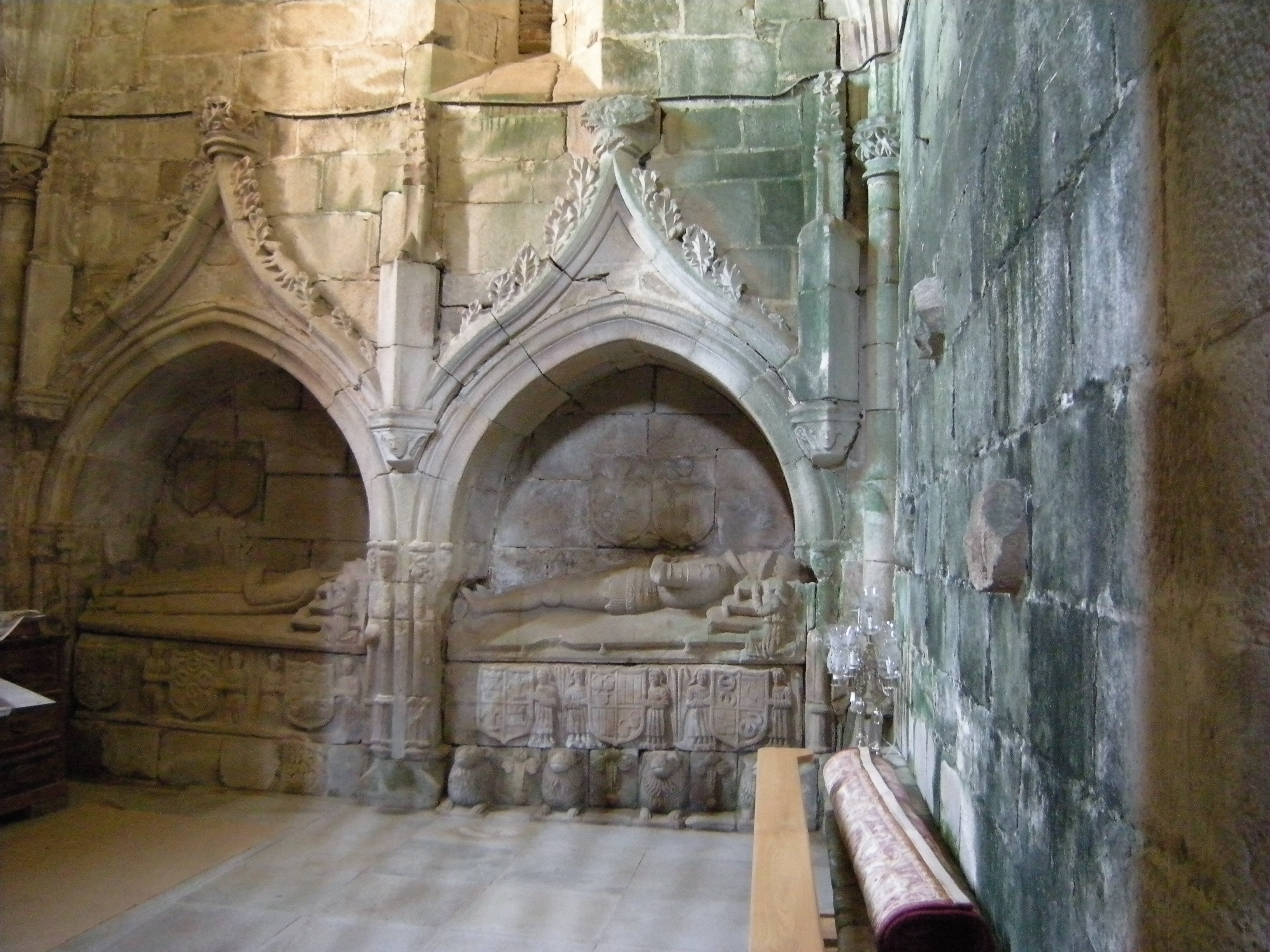
Grabkapelle
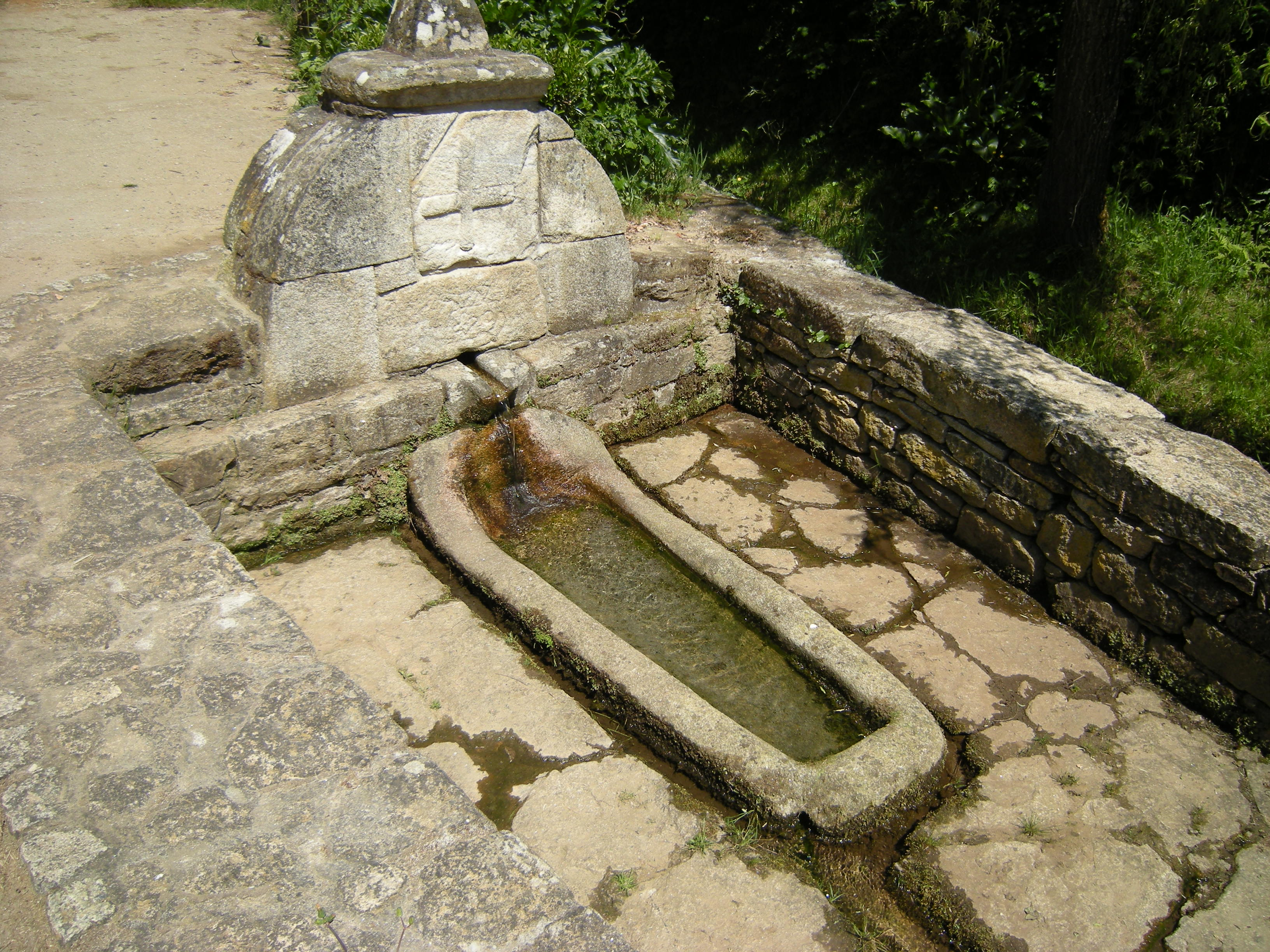
Brunnen

## Wirtschaft
| Ackerbau, Viehzucht und Fischerei                                                  | 285 | 030,06 |
| Industrie                                                                          | 068 | 07,17  |
| Bauwirtschaft                                                                      | 079 | 08,33  |
| Dienstleistungsbetriebe                                                            | 516 | 054,43 |
| Total                                                                              | 948 | 100,00 |
| * Daten aus dem Statistischen Amt für Wirtschaftliche Entwicklung in Galicien, IGE |     |        |

Guntín ist eine Gemeinde mit ausgesprochener Befähigung zu vieh- und forstwirtschaftlicher Nutzung. 2000 Hektar sind natürliche Wiesen und Weiden, mehr als 4000 Hektar Kulturland und etwa 9000 Hektar Waldnutzung. Ein Teil des Bodens wurde auf die Produktion von Futtermitteln für Vieh, Weiden und Wiesen gerichtet. Zu den Kulturen gehören Paprika, Roggen, Kartoffeln, Mais und Rüben, andere von geringerer Bedeutung sind Weizen und Bohnen. Die landwirtschaftlichen Produkte sind in erster Linie für die Rinder- und Schweinehaltung bestimmt.
Der Miño beeinflusst das Mikroklima entlang der Parroquias. Dies ermöglicht das Wachstum von Pflanzen wie der. So können wir in den Parroquias Francos, Piñeiras, Mougán, Navallos, A Mota und Mosteiro Weinberge sehen, aus denen der notwendige Rohstoff gewonnen wird, um Qualitätsweine und vor allem einen Branntwein herzustellen.

## Verkehr

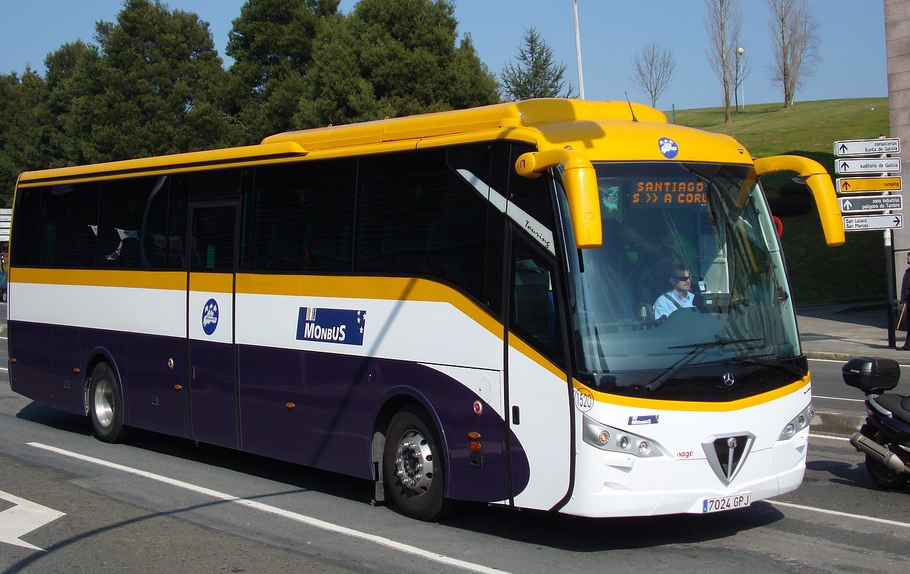
Bus der Firma Monbus

Logo des Jakobswegs

Die Autovía A-54 von Lugo nach Santiago de Compostela durchquert das Gemeindegebiet mit einer Ausfahrt nahe dem Hauptort.
Die N-540 verbindet die Gemeinde mit Lugo im Norden und Ourense im Süden. Die N-547 zweigt von der N-540 ab und führt parallel zur Autovía A-54 nach Santiago de Compostela. Weiter wichtige Straßenverbindungen sind die CP-1611 in Richtung Nordwesten nach Friol und in Richtung Osten nach O Cogo und O Páramo sowie die LU-612 von Lugo nach Portomarín.
Busse der Firma Monbus bedienen mehrmals täglich den Busbahnhof von Guntín und fahren u. a. auf Linien nach Lugo, Ourense, Pontevedra, Santiago de Compostela und Vigo.

## Jakobsweg
Die Führung Camino Primitivo des Jakobsweges durchquert die Parroquias San Román de Retorta, Santa Cruz de Retorta und Vilamaior de Negral der Gemeinde.

## Bildung

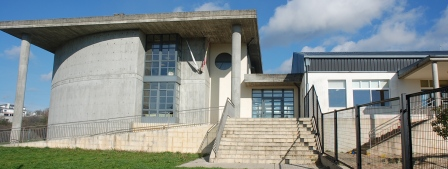
Schulzentrum „Timo Grandío“

Die Gemeinde verfügt über ein Integriertes öffentliches Schulzentrum (C.P.I.) „Timo Grandío“ in Guntín mit
- Vorschule (Educación Infantil),
- Grundschule (Educación Primaria) und
- Mittelschule (Educación Secundaria Obligatoria)

sowie eine öffentliche Schule in Lousada mit
- Vorschule (Educación Infantil) und
- Grundschule (Educación Primaria).[19]

## Contantino Grandío López (1925–1977)
Besser bekannt als „Tino Grandío“, war er ein Maler, der 1925 in der Parroquia Lousada geboren wurde. Seine ersten Anregungen erhielt er von einem industriellen Verwandten, einem großen Sammler von Gemälden und Moderator künstlerischer Unternehmungen. Vom Provinzrat von Lugo pensioniert, ließ er sich in Madrid nieder und schloss sich der Gruppe der Schule von Madrid an, die die Versammlungen des Café Gijón fördert, wo der junge Galicier unter anderem mit Díaz Caneja, Cristino Mallo und Francisco Arias ständig zusammentraf.
Schon in jungen Jahren war er ein mehrfach ausgezeichneter Maler seit er 1944 den Provinzial von Lugo erhielt, den er neun Jahre später in der Bildhauerei wiederholte. Bei den Nacionales de Bellas Artes erlangte er alle Preise, dritte Medaille 1959, zweite 1961 und erste 1965. Es erhielt auch den Hauptpreis der Dirección General de Bellas Artes im Jahr 1965. Ein Jahr später empfing er den Hauptpreis und die Ehrenmedaille bei der ersten Galicischen Biennale, eine Auszeichnung, die er 1971 in Marbella wiederholte, nachdem er 1968 den umstrittenen Repesa-Preis erhalten hatte, bis dahin der wirtschaftlich beste in Spanien, für eine freie Interpretation von „La Venus del Espejo“ von Velázquez.
Er begann 1957 auszustellen, was ihm in der Generaldirektion der Schönen Künste in Madrid Bekanntheit verschaffte. Später fanden seine Ausstellungen in ganz Spanien und in Paris, New York, der Schweiz, Deutschland und Südamerika statt. Er wurde zum Ehrenmitglied des Círculo de Bellas Artes ernannt. Seine Arbeiten erschienen im Museum für zeitgenössische Kunst in Madrid, in fast ganz Spanien und in vielen in Europa und Amerika.
Zu Beginn seiner Madrider Etappe trug er folkloristische Kleidung und spielte immer Dudelsack, eine Hingabe, die er als Inspirationsquelle für unumgänglich hielt. Er zeichnete auf eine nicht klassifizierbare Weise. Einige seiner Gemälde, wie das imaginäre Porträt von General Franco sind bereits Klassiker der zeitgenössischen Malerei und Geschichte Spaniens.
Grandíos Malstil ist schwer zu definieren. Mit wenigen Ausnahmen ist er fast monochrom, wo Grautöne mit Weiß und etwas abgeschwächtes Schwarz im Überfluss vorhanden sind. Seine Kompositionen von Figuren mit Silhouetten sind kaum profiliert, mit stark gefärbtem, gelegentlich grobem Material hinzugefügt.
Er schrieb auch einige Verse wie:

„Aber eines Tages werde ich Flügel haben und dann werden mich die Vögel lieben und ich werde, wie mein Bernhardinerhund, glücklich sein.“

Das Kolleg von Guntín de Pallares (C.P.I. „Tino Grandío“) ist ihm zu Ehren nach diesem berühmten Naturmaler aus Guntín benannt.